# Organisation civile et militaire
Organisation civile et militaire (OCM, «Гражданская и военная организация», ГВО) — движение французского Сопротивления в зоне немецкой оккупации во время Второй мировой войны. Была одной из восьми крупнейших сетей сопротивления, входивших в Национальный совет Сопротивления.

## История
Была основана в декабре 1940 года в Париже путем объединения Французской организации по восстановлению и Конфедерации интеллектуальных работников. В состав OCM входили представители буржуазии, промышленности, бизнесмены, бывшие солдаты и специалисты, такие как архитекторы, юристы и ученые. Особенно были представлены два политических течения: консерваторы, которые были милитаристами, но германофобами и выступали против национальной революции.
Британское правительство оказывало OCM значительную поддержку. Так, к апрелю 1943 г. только отрядам Сопротивления в Бордо было отправлено по воздуху 143 грузовых рейса. Арсеналов OCM в Бордо хватило бы, чтобы вооружить целую дивизию — 25 000 солдат.
Тем не менее, организацию преследовали постоянные провалы. Так, после ареста Андре Гранклемана летом 1943 года  Сопротивление на юго-западе Франции оказалось парализовано.

## Основные участники
- Жак Артюи[англ.]
- Роже Сушер[англ.] — первый начальник штаба
- Максим Блок-Маскар
- Роланд Фарджон, глава Северного округа
- Моро Жирар, глава региона Бретань и Нормандия
- Андре Гранклеман, глава региона B (Бордо)
- Жорж Изар[англ.] — стал генеральным секретарем OCM в 1945 году
- Вера Оболенская («Вики»)
- Марк О’Нил, глава региона P (Иль-де-Франс и Орлеан)
- Жак Пьетте
- Жак-Анри Симон
- Альфред Туни[англ.]
- Шарль Верни, глава молодёжного крыла